# International Champions Cup
International Champions Cup (zkratka ICC, doslova Mezinárodní pohár mistrů) byl přípravný mezinárodní turnaj fotbalových klubů, který se hrál každoročně na přelomu července a srpna v období 2013 - 2019. Založila ho firma Relevant Sports za účelem propagace fotbalu v USA, začala roku 2013 a navazuje na soutěž World Football Challenge, existující v letech 2009–2012. Hlavním sponzorem byl pivovar Guinness.
Turnaje se účastnili přední evropské velkokluby a účastníci Major League Soccer. V prvních dvou ročnících nastoupilo osm týmů rozdělených do dvou skupin, jejichž vítězové se pak utkali o celkové prvenství. Hrálo se v USA a Kanadě, od roku 2015 turnaj expandoval do Austrálie a Číny; formát se změnil na tři paralelní skupiny, dvě tříčlenné a jednu desetičlennou (do ní se americkým týmům započítávaly vzájemné zápasy hrané v rámci MLS), z nichž každá má svého vítěze. V desetičlenné skupině se nehrálo každý s každým: tabulka se sestavila poté, co všechny týmy odehrají vylosované čtyři zápasy. K ročníku 2016 se přihlásilo sedmnáct klubů, část zápasů se konala i v Evropě.
Pravidla turnaje měli následující zvláštnost: ani ve skupinové fázi nesměli zápasy skončit remízou, v případě nerozhodného výsledku po devadesáti minutách následoval penaltový rozstřel. Body se přidělovaly následujícím způsobem: výhra v normálním čase tři body, výhra na penalty dva body, prohra na penalty jeden bod a pouze za prohru v normální hrací době tým nedostal žádné body.
Zápas mezi Manchester United FC a Realem Madrid hraný 2. srpna 2014 na Michigan Stadium v Ann Arbor vidělo 109 318 diváků, což je rekordní fotbalová návštěva v historii USA.

## Vítězové
- 2013: Real Madrid
- 2014: Manchester United FC
- 2015: severoamerická skupina Paris Saint-Germain FC, australská skupina Real Madrid, čínská skupina Real Madrid
- 2016: severoamerická a evropská skupina Paris Saint-Germain FC, australská skupina Juventus FC, čínská skupina se nedohrála pro nepřízeň počasí

## Nejlepší střelci
- 2013: Cristiano Ronaldo (Real Madrid) 3 branky
- 2014: Stevan Jovetić (Manchester City FC) 5 branek
- 2015: Zlatan Ibrahimović (Paris Saint-Germain FC), Jean-Kévin Augustin (Paris Saint-Germain) a Luis Suárez (FC Barcelona), všichni 3 branky
- 2016: Munir El Haddadi (FC Barcelona), Franck Ribéry a Julian Green (oba Bayern Mnichov), všichni tři branky